# Садовий (Хайбуллінський район)
Садо́вий (рос. Садовый, башк. Садовый) — село у складі Хайбуллінського району Башкортостану, Росія. Входить до складу Ак'ярської сільської ради.
Населення — 641 особа (2010; 620 в 2002).
Національний склад:
- башкири — 77%